# Chliara
Chliara is een geslacht van vlinders van de familie tandvlinders (Notodontidae).

## Soorten
- C. beckeri Thiaucourt, 1982
- C. cresus Cramer, 1777
- C. gaedei Draudt, 1934
- C. hannemanni Thiaucourt, 1984
- C. mediostriga Rothschild, 1917
- C. moneta Felder, 1874
- C. novicia Schaus, 1906
- C. rovena Schaus, 1933
- C. svidberti Schaus, 1924